# Faktor Ikarus
Faktor Ikarus (v anglickém originále The Icarus Factor) je v pořadí čtrnáctá epizoda druhé sezóny seriálu Star Trek: Nová generace.

## Příběh
Primární děj epizody se točí okolo rozhodnutí Williama Rikera, zda se ujmout velení své vlastní lodi v pozici kapitána či zda setrvat nadále jako první důstojník na USS Enterprise D. Celou situaci navíc komplikuje fakt, že se má vzhledem k této skutečnosti zúčastnit instruktáže, kterou má vést jeho otec Kyle Riker, se kterým nemá právě nejlepší vztahy. Zatímco zpočátku je vůči pokusům svého otce o usmíření hluchý, zápas v anbo-jitsu jej nakonec donutí naslouchat, a to vede k následnému usmíření.
Druhá příběhová linie se zabývá Worfem, který náhle jedná s ostatními neobvykle prudce a naštvaně. Jeho přátelé z posádky Enterprise zjistí, že příčinou jeho chování je neuskutečnění pro Klingony důležité zkoušky dospělosti. Posádka mu umožní odbýt si rituál v simulátoru, čímž se jeho projevy vrátí do normálu.

## Anbo-jitsu
Anbo-jitsu je fiktivní japonský bojový sport ze Star Treku: Nové generace. Probíhá tak, že dva zápasníci ve speciálním brnění a oslepení přilbou s neprůhledným hledím bojují za pomoci velkých tyčí. Každý z nich disponuje pohybovým senzorem, který jej zvukovým signálem informuje o pozici soupeře. V japonštině „an“ znamená temný, což odráží fakt, že bojovníci nemohou používat zrak. „Bo“ pak označuje tyč a „jitsu“ techniku nebo dovednost.